# Acropentias aureus
Acropentias aureus là một loài bướm đêm trong họ Crambidae.